# Niederlandenbeck
Niederlandenbeck ist ein Ortsteil der Gemeinde Eslohe (Sauerland) in Nordrhein-Westfalen.

## Geographie
Der Ort liegt im Naturpark Sauerland-Rothaargebirge. Durch Niederlandenbeck fließt der Kränzgenbach, ein Nebenfluss des Esselbachs. Angrenzende Orte sind Lüdingheim, Hengsbeck, Menkhausen, Oberlandenbeck, Henninghausen und Landenbeckerbruch. 

## Geschichte
Frühe Anhaltspunkte über die Größe des Ortes ergeben sich aus einem Schatzungsregister (diente der Erhebung von Steuern) für das Jahr 1543. Demnach gab es in „Niedernlangebeck“ 2 Schatzungspflichtige; die Zahl dürfte mit den damals vorhandenen Höfen bzw. Häusern übereingestimmt haben. 
In Niederlandenbeck leben heute 64 Einwohner. Niederlandenbeck gehörte lange zu Wormbach und kam im 20. Jahrhundert zur Gemeinde Cobbenrode im Amt Eslohe, mit der es bei der kommunalen Neugliederung am 1. Januar 1975 in die Gemeinde Eslohe eingegliedert wurde.

## Religion
Niederlandenbeck gehörte kirchlich ursprünglich zu Wormbach, war aber durch die Gemeinde Berghausen räumlich vom Rest der Gemeinde Wormbach getrennt. 1924 wurde eine Pfarrvikarie als Filiale von Eslohe eingerichtet. Die Kirche Mariä Heimsuchung errichtete man in den Jahren 1932/33. Zur Gemeinde gehören auch die Kapellen in Oberlandenbeck und Hengsbeck. Die Kirchengemeinde hat 188 Mitglieder.